# Sergej Jakirović
Sergej Jakirović (Mostar, 23. prosinca 1976.), bosanskohercegovački-hrvatski je nogometni trener, bivši nogometaš i bivši bosanskohercegovački reprezentativac. Trenutačno je trener Hull Cityja.

## Igračka karijera

### Klupska karijera
Sergej je rođen u Mostaru, a odrastao je u Metkoviću. Njegov otac Enver dugogodišnji je vratar i trener NK Neretve iz Metkovića, te je Sergej od najranije mladosti član svih uzrasta metkovskog kluba kao vezni igrač. Za tadašnjeg prvoligaša NK Neretvu ostvario je petominutni seniorski debi protiv NK Osijeka 24. svibnja 1995. godine u 1. HNL. Nakon omladinskog pogona profesinalno se okreće nogometu, te je do igračkoga umirovljenja profesionalno nastupao za 15-ak klubova iz Hrvatske, Slovenije, Slovačke, Bugarske i Austrije. Igrajući za NK Zagreb bio je najbolji asistent u sezoni 2004./05. i ostvario je transfer u CSKA Sofiju. Nastupajući za CSKA Sofiju 2005. godine igrao je u UEFA-inoj Ligi prvaka, a s Kamen Ingradom igrao je u Kupu UEFA.

### Reprezentativna karijera
Iako nikada nije nastupao za bilo koji bosanskohercegovački nogometni klub, zahvaljujući podrijetlu svoga oca, pet puta je nastupio za bosanskohercegovačku nogometnu reprezentaciju, od toga tri puta u kvalifikacijama za Svjetsko nogometno prvenstvo 2006. godine.

## Trenerska karijera
Trenersku karijeru počeo je u NK Dugome Selu trenirajući juniore (2011. – 2012.). Potom je trenirao juniore sesvetskoga NK Radnika (2012.). Nakon toga preuzeo je seniorsku momčad NK Sesveta (2017. – 2018.). Potom preuzeo je HNK Goricu 2018. godine.

## Osobni život
Njegov otac Enver bio je nogometni vratar Neretve. Njegov sin Leon također je nogometaš.

## Zanimljivosti
U utakmici Kupa ZNS-a zbog isključenja vratara i iskorištenih svih izmjena svog tadašnjeg kluba NK Lučko par minuta prije kraja utakmice Jakirović stao na vrata i u jedanaestercima koji su potom uslijedili obranio 3 od 4 udarca protivničkih igrača NK Ponikve Zagreb i osigurao svom klubu nastavak natjecanja.

## Priznanja

### Individualna
- Trener sezone Premijer lige Bosne i Hercegovine: 2021./22.
- Trofej Nogometaš – Najbolji trener godine HNL: 2023./24.[8]
- Trener mjeseca HNL-a: kolovoz 2024.[9]

### Igračka
Spartak Trnava
- Slovački nogometni kup: 1997./98.

CSKA Sofija
- Bugarski nogometni kup: 2005./06.
- Bugarski nogometni superkup: 2006.

### Trenerska
Zrinjski Mostar
- Premijer liga: 2021./22.

Dinamo Zagreb
- HNL: 2023./24.
- Hrvatski nogometni kup: 2023./24.